# ロシア・ベラルーシエネルギー紛争
ロシア・ベラルーシエネルギー紛争（ロシア・ベラルーシエネルギーふんそう）は、ロシアとベラルーシ間で行われている石油、天然ガスの輸出入に関する一連の紛争。2005年以降、エネルギーの国際価格が高騰すると、ロシアは旧ソ連時代の連邦諸国に対して行ってきたエネルギー供給の見直しを行った。ロシア、ベラルーシ間の問題もその一環（特に天然ガス料金の値上げに関して）として捉えることができる。

## 石油

### 背景
1990年代に二国間は関税同盟を結び、ベラルーシがロシアから安価な石油を輸入し、精製後に輸出する場合には、一定比率の関税をロシア側に納める取り決めがなされていた。しかし、2001年からベラルーシ側が関税の支払いを停止。ベラルーシは、ロシア産の石油を国際価格から見て安価でかつ無税で入手し、精製後は石油製品を国外に輸出することで、外貨を獲得することができる状態となった。

### 2007年の問題
2006年、ロシア側は関税同盟以前の税率を根拠とした関税を課すことをベラルーシ側に通告。ベラルーシ側は、国内を通過する石油パイプラインの石油に通過関税を掛けることで対抗しようとし、相当分をパイプラインから抜き取り始めた。これにロシアは、パイプラインの供給を停止したため2007年1月8日から数日間、ドイツや東欧諸国向けエネルギー輸送が停止したことから国際問題となった。二国間の首脳交渉を経て、ベラルーシは通過関税を断念するとともにロシア側も関税の引き下げで歩み寄りを見せることで、問題はいったん解決した。

## 天然ガス

### 2010年の問題
2010年6月21日、ロシア国営の天然ガス会社ガスプロムが、ベラルーシ側が未払いの天然ガス代金の精算に応じなかったとして、同国向けの天然ガス供給量を15%削減したと明らかにした。同月22日、ベラルーシのルカシェンコ大統領は、ロシア側に天然ガスのベラルーシ内通過料金の未払いがあるとして、ロシア産ガスの欧州向け供給停止を通告した。それに対して、さらにロシア側が天然ガス供給量を削減するなど、にわかに「天然ガス紛争」の様相を呈した。しかし、同月25日には、両国がガス代金とガス通過料金について合意したとして、ガスプロムのミレル社長は「『ガス紛争』は収束したと考えられる」と述べた。また、同年7月にはロシア・ベラルーシ・カザフスタンの三国による関税同盟が発足するなど、両国の経済的・安全保障的関係は問題後も続くことになる。